# Klify Poddębskie
Klify Poddębskie este o arie protejată (sit de importanță comunitară — SCI) din Polonia întinsă pe o suprafață de 594,44 ha, integral pe uscat.

## Localizare
Centrul sitului Klify Poddębskie este situat la coordonatele 54°37′29″N 16°58′51″E / 54.6247°N 16.9808°E.

## Înființare
Situl Klify Poddębskie a fost declarat sit de importanță comunitară în octombrie 2009 pentru a proteja 1 specie de plante.

## Biodiversitate
Situată în ecoregiunea continentală, aria protejată conține 10 habitate naturale: Faleze cu vegetație de pe coastele atlantice și baltice, Dune mobile cu vegetație embrionară, Dune mobile de-a lungul țărmului cu Ammophila arenaria („dune albe”), Dune de coastă fixe cu vegetație erbacee („dune gri”), Dune împădurite din regiunile atlantică, continentală și boreală, Mlaștini turboase de tranziție și turbării mișcătoare, Păduri de fag Luzulo-Fagetum, Păduri de stejar sau de stejar și carpen sub-atlantice și medio-europene de Carpinion betuli, Mlaștini împădurite, Păduri aluvionare cu Alnus glutinosa și Fraxinus excelsior (Alno-Padion, Alnion incanae, Salicion albae).
La baza desemnării sitului se află o specie protejată de  plante: Linaria loeselii.